# Bryan Ferry
Bryan Ferry (født 26. september 1945 i Washington i England) er en britisk sanger og musiker. Han dannede gruppen Roxy Music i 1970 sammen med vennen Graham Simpson. Bryan Ferry var gruppens altoverskyggende leder og skrev næsten alle gruppens numre alene eller med Andy Mackay eller Phil Manzanera.
I 1973 udsendte Bryan Ferry sit første soloalbum These Foolish Things. Albummet indeholdt udelukkende covernumre som Bob Dylans A Hard Rain's A-Gonna Fall og Rolling Stones' Sympathy For The Devil. I 1976 besluttede medlemmerne af Roxy Music at holde pause på ubestemt tid. Bryan Ferry benyttede tiden til at indspille Let's Stick Together, In Your Mind og The Bride Stripped Bare, før medlemmerne af Roxy Music fandt sammen igen for at indspille albums sammen igen.
I 1983 gik Roxy Music i opløsning og Bryan Ferry fortsatte solokarrieren. I 1985 indspillede han albummet Boys And Girls med kæmpehittet Slave To Love. Ferry koncentrerede sig om solokarrieren indtil 2001, hvor han og tre af de gamle medlemmer af Roxy Music besluttede at gendanne gruppen. Siden har Bryan Ferry haft gang i både solokarrieren og Roxy Music

## Diskografi
- These Foolish Things (1973)
- Another Time, Another Place (1974)
- Let's Stick Together (1976)
- In Your Mind (1977)
- The Bride Stripped Bare (1978)
- Boys and Girls (1985)
- Bête Noire (1987)
- Taxi (1993)
- Mamouna (1994)
- As Time Goes By (1999)
- Frantic (2002)
- Dylanesque (2007)
- Olympia (2010)
- The Jazz Age (2012)
- Avonmore (2014)
- Bitter-Sweet (2018)
- Loose Talk (2025)